# ISO 8859-15
| -1  | Latin-1, Westeuropäisch    |
| -2  | Latin-2, Mitteleuropäisch  |
| -3  | Latin-3, Südeuropäisch     |
| -4  | Latin-4, Nordeuropäisch    |
| -5  | Kyrillisch                 |
| -6  | Arabisch                   |
| -7  | Griechisch                 |
| -8  | Hebräisch                  |
| -9  | Latin-5, Türkisch          |
| -10 | Latin-6, Nordisch          |
| -11 | Thai                       |
| -12 | (existiert nicht)          |
| -13 | Latin-7, Baltisch          |
| -14 | Latin-8, Keltisch          |
| -15 | Latin-9, Westeuropäisch    |
| -16 | Latin-10, Südosteuropäisch |

ISO 8859-15, genauer ISO/IEC 8859-15 (auch bekannt als Latin-9), ist ein von der ISO zuletzt 1999 aktualisierter Standard für die Informationstechnik zur Zeichenkodierung mit acht Bit und der fünfzehnte Teil der Normenfamilie ISO/IEC 8859.
Die mit sieben Bit kodierbaren Zeichen entsprechen US-ASCII mit führendem Nullbit. Zusätzlich zu den 95 darstellbaren ASCII-Zeichen (2016–7E16) kodiert ISO 8859-15 96 weitere (A016–FF16), also insgesamt 191 von theoretisch möglichen 256 (= 28). Den Positionen 0016–1F16 und 7F16–9F16 sind in ISO/IEC 8859 und damit ISO/IEC 8859-15 keine Zeichen zugewiesen. Dieser Bereich wurde bewusst freigehalten, um die entsprechenden Bytes für die Gerätesteuerung nutzen zu können oder sicherzustellen, dass diese bei einer unzureichend spezifizierten Codierung nicht in Konflikt mit solchen Steuerzeichen geraten. Die von der IANA definierte Bezeichnung ISO-8859-15 (mit Bindestrich) steht für die Kombination der Zeichen dieser Norm mit nicht darstellbaren Steuerzeichen gemäß ISO/IEC 6429. Seit 2021 verwenden weniger als 0,1 % aller Websites ISO 8859-15, dagegen verwenden 2024 mehr als 98 % Unicode in UTF-8-Kodierung.
ISO 8859-15 beinhaltet im Gegensatz zu ISO 8859-1 das Eurozeichen sowie alle Sonderzeichen der französischen, estnischen und finnischen Sprache. Windows-1252 deckt den Zeichenvorrat beider ISO-8859-Zeichensätze ab, aber nur die aus Latin-1 an denselben Positionen; in Latin-9 hinzugekommene Zeichen befinden sich dort im Bereich 8016–9F16.

## Tabelle
| Code | …0   | …1  | …2  | …3  | …4  | …5  | …6  | …7  | …8  | …9   | …A  | …B  | …C  | …D  | …E  | …F  |
| ---- | ---- | --- | --- | --- | --- | --- | --- | --- | --- | ---- | --- | --- | --- | --- | --- | --- |
| 0…   | NUL  | SOH | STX | ETX | EOT | ENQ | ACK | BEL | BS  | HT   | LF  | VT  | FF  | CR  | SO  | SI  |
| 1…   | DLE  | DC1 | DC2 | DC3 | DC4 | NAK | SYN | ETB | CAN | EM   | SUB | ESC | FS  | GS  | RS  | US  |
| 2…   | SP   | !   | "   | #   | $   | %   | &   | '   | (   | )    | *   | +   | ,   | -   | .   | /   |
| 3…   | 0    | 1   | 2   | 3   | 4   | 5   | 6   | 7   | 8   | 9    | :   | ;   | <   | =   | >   | ?   |
| 4…   | @    | A   | B   | C   | D   | E   | F   | G   | H   | I    | J   | K   | L   | M   | N   | O   |
| 5…   | P    | Q   | R   | S   | T   | U   | V   | W   | X   | Y    | Z   | [   | \   | ]   | ^   | _   |
| 6…   | `    | a   | b   | c   | d   | e   | f   | g   | h   | i    | j   | k   | l   | m   | n   | o   |
| 7…   | p    | q   | r   | s   | t   | u   | v   | w   | x   | y    | z   | {   | \|  | }   | ~   | DEL |
| 8…   | PAD  | HOP | BPH | NBH | IND | NEL | SSA | ESA | HTS | HTJ  | VTS | PLD | PLU | RI  | SS2 | SS3 |
| 9…   | DCS  | PU1 | PU2 | STS | CCH | MW  | SPA | EPA | SOS | SGCI | SCI | CSI | ST  | OSC | PM  | APC |
| A…   | NBSP | ¡   | ¢   | £   | €   | ¥   | Š   | §   | š   | ©    | ª   | «   | ¬   | SHY | ®   | ¯   |
| B…   | °    | ±   | ²   | ³   | Ž   | µ   | ¶   | ·   | ž   | ¹    | º   | »   | Œ   | œ   | Ÿ   | ¿   |
| C…   | À    | Á   | Â   | Ã   | Ä   | Å   | Æ   | Ç   | È   | É    | Ê   | Ë   | Ì   | Í   | Î   | Ï   |
| D…   | Ð    | Ñ   | Ò   | Ó   | Ô   | Õ   | Ö   | ×   | Ø   | Ù    | Ú   | Û   | Ü   | Ý   | Þ   | ß   |
| E…   | à    | á   | â   | ã   | ä   | å   | æ   | ç   | è   | é    | ê   | ë   | ì   | í   | î   | ï   |
| F…   | ð    | ñ   | ò   | ó   | ô   | õ   | ö   | ÷   | ø   | ù    | ú   | û   | ü   | ý   | þ   | ÿ   |

SP (space) auf Position 2016 ist das Leerzeichen, NBSP (no-break space, auch non-breaking space) auf Position A016 ist das geschützte Leerzeichen und SHY (soft hyphen) an Position AD16 ist der bedingte Trennstrich, der normalerweise nur am Zeilenende sichtbar ist.

## ISO 8859-15 vs. -1 vs. Windows-1252 vs. Unicode
| Zeichen | €  | Š  | š  | Ž  | ž  | Œ  | œ  | Ÿ  | ¤  | ¦  | ¨  | ´  | ¸  | ¼  | ½  | ¾  |
| ------- | -- | -- | -- | -- | -- | -- | -- | -- | -- | -- | -- | -- | -- | -- | -- | -- |
| 8859-15 | A4 | A6 | A8 | B4 | B8 | BC | BD | BE | ―  | ―  | ―  | ―  | ―  | ―  | ―  | ―  |
| 8859-10 | ―  | ―  | ―  | ―  | ―  | ―  | ―  | ―  | A4 | A6 | A8 | B4 | B8 | BC | BD | BE |
| CP1252  | 80 | 8A | 9A | 8E | 9E | 8C | 9C | 9F | A4 | A6 | A8 | B4 | B8 | BC | BD | BE |

| Zeichen | €      | Š      | š      | Ž      | ž      | Œ      | œ      | Ÿ      |
| ------- | ------ | ------ | ------ | ------ | ------ | ------ | ------ | ------ |
| Unicode | U+20AC | U+0160 | U+0161 | U+017D | U+017E | U+0152 | U+0153 | U+0178 |

| Zeichen | ¤      | ¦      | ¨      | ´      | ¸      | ¼      | ½      | ¾      |
| ------- | ------ | ------ | ------ | ------ | ------ | ------ | ------ | ------ |
| Unicode | U+00A4 | U+00A6 | U+00A8 | U+00B4 | U+00B8 | U+00BC | U+00BD | U+00BE |

## Verwendung
Die Codetabelle ISO 8859-15 diente als Zeichensatzvorgabe für amtliche Zwecke wie  die aufgedruckten Daten der Elektronischen Gesundheitskarte; inzwischen wird für amtliche Zwecke die DIN 91379 (bzw. ihr Vorläufer DIN SPEC 91379) vorgeschrieben.

## Ähnliche Zeichensätze
- Macintosh Roman ist der von Mac OS Classic verwendete 8-Bit-Zeichensatz für Westeuropa und Amerika.
- DIN 91379 ist eine Teilmenge von Zeichen und definierten Zeichensequenzen in Unicode für die elektronische Verarbeitung von Namen und den Datenaustausch in Europa.